# Камінь-ножиці-папір

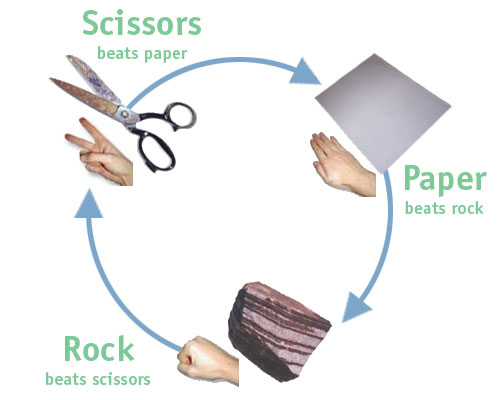
Ще одне зображення схеми гри

«Ка́мінь-но́жиці-папі́р» — популярна дитяча гра, яку використовують для того, щоб визначити, хто першим (чи останнім, залежно від умови) буде робити певну дію.
Інші назви гри: «Чу-Ва-Чі», «Ю-Зе-Фа», «Чін-Гін-Са», «Цу-е-фа».

## Правила гри
Всі гравці, стиснувши одну руку в кулак, одночасно проговорюють «Чу-ва-чі, чу-ва-чі» і на останньому складі показують рукою один з трьох знаків: камінь (✊), ножиці (✌️) або папір (✋). Переможець визначається за допомогою таких правил:
- ножиці ріжуть папір;
- папір накриває камінь;
- камінь ламає ножиці.

В деяких варіантах гри замість «каменя» використовується «колодязь»: у колодязі тонуть ножиці, а папір його накриває.
Цікаво, що в Україні іноді використовують  "Куч-ма-лох", що пов'язано із президентом Л. Кучмою.
Якщо у грі бере участь три і більше гравці, переможець може бути не один.

## Історія
Одна з теорій виникнення гри стверджує, що це відбулося в Китаї. Трактат «Ву цза цзу» 五雜俎 (Шостий сувій, 人部二), який написав Се Чжаочжи 谢肇淛 на межі 16 та 17 століть (дин. Мін), згадує гру на пальцях, в яку нібито грали генерали династії Пізня Хань під час бенкетувань.

## Практичне використання
В 2017 році вчені Кіотського університету провели дослідження з навчання гри шимпанзе. Було виявлено, що їх здібності у цій грі відповідають здібностям 4-річної людської дитини. Найбільші складності у навчанні були пов'язані саме з кільцевою залежністю сили знаків.

## Згадки в мистецтві
- Головні герої телесеріалу «Надприродне» вирішують таким чином суперечки між собою.
- У першому розділі роману Яна Флемінга «Життя дається лише двічі» в цю гру грають Джеймс Бонд і Тигр.
- В манзі Фукумото Нобуюкі «Тобако мокусіроку Кадзі», а також подальшій екранізації — Кайдзен (Ultimate Survivor Kaiji), головний герой потрапляє на корабель, де ведеться карткова гра, в основі якої лежить "камінь, ножиці, папір ".
- У комп'ютерній грі The Sims у разі смерті одного сіма інший може повернути його до життя, зігравши зі Смертю в «камінь, ножиці, папір»: перемога — Смерть воскресить загиблого Сіма, нічия — смерть воскресить загиблого, але він стане зомбі, поразка — смерть не воскресить сіма.
- В однойменної пісні групи Останні танки в Парижі.
- В однойменної пісні групи Katzenjammer.
- У пісні Lick It Up групи Deep Purple — «Scissors cut the paper, Paper wrap the stone».
- У пісні «Пароль» групи Чиж & Co — «Ножиці ріжуть папір, а папір побиває цеглину».
- У фільмі «Астерікс і Обелікс: Місія Клеопатра», під час бійки Номернабісу і Гоблінуса, обидва супротивники прямо під час сутички грають у «єгипетський» варіант даної гри.
- У телесеріалі Друзі герої грають в цю гру, додавши вогонь (ворушіння пальцями долонею вгору) і мішок з водою (зображується як камінь, але мається на увазі, що учасник тримає пакет з водою).
- У другому епізоді аніме-серіалу Євангеліон Кацурагі Місато розігрує з Шінджі розклад домашніх обов'язків за допомогою «камінь, ножиці, папір» і переважно перемагає.
- У фільмі «Тремтіння землі» головні герої Валентин «Вел» МакКі (Кевін Бейкон) і Ерл Бассет (Фред Уорд) вирішують суперечки між собою за допомогою «камінь, ножиці, папір».
- В аніме «Hunter × Hunter» головний герой, Гон Фрікс, використовує гру для створення власної техніки; також, гра використовується Гонами і Кіллуа для вирішення суперечок.
- В аніме «K-On!» І в Звичайному мультику герої іноді вирішують свої суперечки, граючи в камінь, ножиці, папір.